# Colubraria buitendijki
Colubraria buitendijki is een slakkensoort uit de familie van de Colubrariidae. De wetenschappelijke naam van de soort is voor het eerst geldig gepubliceerd in 1933 door Bayer.